# Necip
Necip ist ein türkischer männlicher Vorname arabischen Ursprungs.

## Namensträger
- Necip Hablemitoğlu (1954–2002), türkischer Historiker und Autor
- Necip Incesu (* 1978), türkischer Fußballspieler
- Necip Fazıl Kısakürek (1905–1983), türkischer Schriftsteller, Dichter und Philosoph
- Necip Torumtay (1926–2011), türkischer General
- Necip Uysal (* 1991), türkischer Fußballspieler